# Ольга (княгиня)
О́льга (хрещене ім'я — Олена; прибл. між 880 та 920[⇨] — 11 липня 969) — княгиня київська, дружина київського князя Ігоря Рюриковича. Після смерті чоловіка (осінь 944) зійшла на київський престол. Мала єдиного (за літописом) сина Святослава та була фактичною правителькою Русі у 944—964 роках.
Ліквідувала древлянське племінне княжіння, упорядкувала збирання данини, організувавши по всій країні князівські погости і осередки судочинства. У зовнішній політиці підтримувала дружні стосунки із Візантією, 946 або 957 року відвідала Константинополь, де уклала угоду з імператором Костянтином VII Багрянородним і прийняла християнство. 964 року передала владу синові. Похована за християнським звичаєм. Канонізована католицькою і православною церквою як свята Ольга.

## Походження

### Народження
Місце і дата народження Ольги достеменно невідомі. Літописець «видав» її заміж у 903 році. Деякі вчені (наприклад., російські історики Василь Татищев і Микола Карамзін), ґрунтуючись на тому, що зазвичай на Русі дівчат видавали заміж у 13–16 років, припустили, що вона могла народитися наприкінці 880-х. Така версія не збігається з віком сина Ольги, Святослава, який, на думку сучасних істориків народився пізніше — близько 936—938: Леонтій Войтович вважає, що в 938 році, Михайло Брайчевський датував народження князя 935 роком. Звідси виходить, що Ольга стала матір'ю у віці 50 років, що навряд чи можливо. Та й сама Ольга в літописних джерелах за 940–950-і роки описана молодою енергійною жінкою.
Тому, ймовірно, варто припустити, що Ольга була молодшою, ніж на це вказують літописи, а її шлюб у 903 році — тільки невдале обчислення літописця. Сучасний історик Микола Котляр вважає, що княгиня Ольга народилася близько 910 року, а російський учений Олексій Карпов припускає, що народження княгині могло відбутися приблизно у 920 році.

### Версії походження

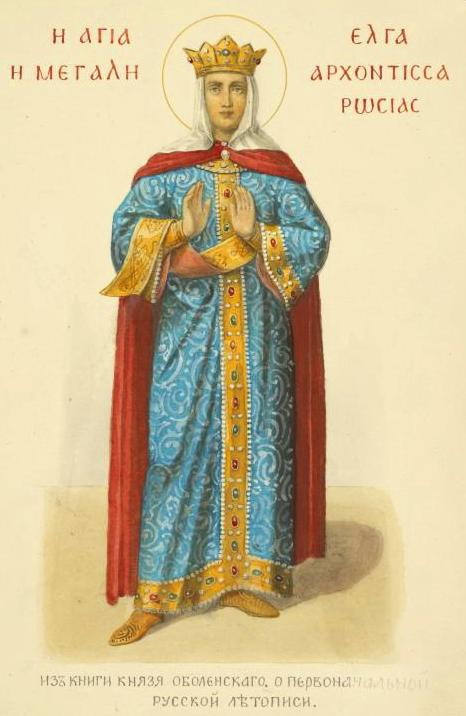
Княгиня Ольга. Малюнок Ф. Г. Солнцева

1. Київська версія. Походження Ольги залишається загадковим. Існує навіть версія, що вона була останньою з нащадків Аскольда, чия сім'я могла бути вивезена до Пскова. Також є версія про походження княгині з Плискова, який лежав на межі полянських, древлянських і улицьких земель на притоці річки Росі (нині — с. Плисків Погребищенського р-ну, Вінницької обл., приблизно 170 кілометрів від Києва).
2. Галицька версія. Майбутня правителька Русі народилася в Пліснеську (нині — с. Підгірці, Золочівського р-ну, Львівської обл.). Її батьками були Олег і Гельґі, відповідно онук данського правителя Гельґи, і дочка східнослов'янського князя Будимира.
3. Болгарська версія. Становище Ольги при київському дворі було винятковим: літопис зафіксував дату її шлюбу, у неї був окремий двір у Вишгороді, її посол на рівні послів «світлих» князів з місцевих династій брав участь у переговорах з Візантією у 944 році, полководці Ігоря одностайно визнали її регенткою, а юного сина Святослава спадкоємцем. Отже, Ольга навряд чи могла бути дочкою посадника Пскова чи іншого боярина. Стан відносин з Болгарією та джерела також не дають можливості вважати її дочкою болгарського царя Симеона I Великого, народженою бл. 896 р. у Плисці. Інша, детальніше аргументована версія, що Ольга, яку князь Олег привіз з Болгарії, була онукою болгарського князя Бориса I, дочкою його сина Володимира I, попередника на болгарському престолі і брата Симеона.
4. Псковська версія. Невідома хронологія її життя, безперечною можна вважати лише дату смерті, зафіксовану церковним літописцем. «Повість временних літ» відносить шлюб Ольги й Ігоря до 903 року. При цьому літописець вагається, описуючи її походження: «от Плескова», «… Неци же глаголють, яко Ольгови дщи бе Ольга». За пізнішим Іоакимовим літописом, достовірність якого більшістю істориків ставиться під сумнів, Ольга була родом з Ізборська з роду Гостомисла. «Кроник псковский», що зберігся в списку 1689 р., представляє Ольгу не уродженкою, а лише засновницею Пскова.

## Етимологія імені
Слов'янська версія

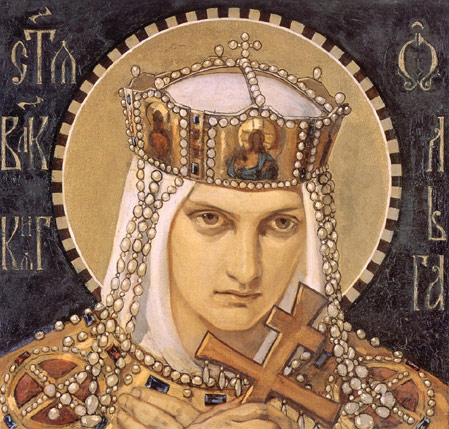
Микола Бруні

- Відомі слов'янські слова «льгк», «ольгчити», «ольгчатися», «льгота», «вольгота», «в'ольготний».
- У слов'янських мовах зафіксовані імена Oleg (Oley) (чеськ. в 1088 році), Olek (Welek), топоніми Ologast, Wolegast, Wolgast та ін.[13].
- Скандинавські саги називають Ольгу «матір'ю» (а не бабусею) «Вальдамара»-Володимира (як і «Вартилафа»-Брячислава називали сином Володимира, а не онуком) і не Хельгою, а беззмістовним звуконаслідуванням «Аллог'я», яке ніде за межами цієї саги не зустрічалося і жодного сенсу в скандинавських мовах не мала.

Балтська версія
- У Литві є ріка Олег і деякі імена, що схожі на той же корінь: Ольгерд, Ольгимунт.
- Відоме балтське слово «algas» — винагорода.

Норманська версія
За т.зв «норманською» версією ім'я Ольга — це слов'янізована жіноча форма скандинавського імені Гельґі (норв. Hailaga, Helgi).

## Родина
- Ігор Рюрикович (878 — 945) — чоловік, Великий князь київський (912–945). Шлюб 913 року:
  - Святослав Хоробрий (937— 972) — син, Великий князь київський (945–972):
    - Ярополк Святославич (955–978) — онук, Великий князь київський (972–978);
    - Олег Святославич (956–976) — онук, Князь древлянський (970–977);
    - Володимир Святославич (960/963 — 15 липня 1015) — онук, Великий князь київський (979–1015), князь новгородський (970–988).

Ймовірно, що, крім Святослава, Ольга мала інших дітей. В угоді 944 року названі два слов'янські імені — Предслава і Володислав. Припускають, що ці імена могли належати іншим дітям Ольги та Ігоря. Так само цілком можливо, що насправді це були діти Ігоря від іншої дружини.

## Княжіння
Шлюб та початок правління
За «Повістю временних літ» Віщий Олег одружив Ігоря Рюриковича, який почав самостійно правити з 912 року, з Ольгою у 903 році, тобто коли їй виповнилося 12 років. Дата ця викликає сумніви, оскільки згідно з Іпатіївським списком тієї ж «Повісті», їхній син Святослав народився тільки в 942 році. Можливо, щоб вирішити це протиріччя, пізні Устюжський літопис та Новгородський літопис за списком П. П. Дубровського повідомляють про десятирічний вік Ольги на момент весілля. Найдавніші літописці не мали відомостей про дату весілля. Цілком ймовірно, що 903 рік у тексті «Повісті временних літ» виник пізніше, коли чернець Нестор намагався привести початкову історію до хронологічного порядку. Після весілля ім'я Ольги згадується знову тільки через 40 років, у договорі із Візантією 944 року.
Згідно з літописом, у 945 році князь Ігор загинув від рук деревлян після кількаразового стягування з них данини. Спадкоємцю престолу Святославові тоді було лише три роки, тому фактичною правителькою Русі (за регентством) у 945 році стала Ольга. Дружина Ігоря підкорилася їй, визнавши Ольгу представницею законного спадкоємця престолу. Рішучий спосіб дій княгині щодо деревлян також міг схилити дружинників на її користь.
Помста древлянам
Повість минулих літ містить епічне сказання про помсту Ольги деревлянам за вбивство чоловіка (Ігоря Рюриковича). За цим сказанням деревляни надіслали до Києва послів, які запропонували княгині стати дружиною деревлянського князя Мала. Перше посольство княгиня живцем поховала в човні, заритому біля її палацу; друге — спалила в лазні; в чому дослідники вбачають відображення реальних поховальних обрядів тих часів. Третьою помстою став похід на землю деревлян, де під приводом тризни над могилою Ігоря київські дружинники «посікли п'ять тисяч» деревлян, після чого відбулась річна облога міста Іскоростень, яка завершилась спаленням міста. Четверта помста приходиться на 946 рік, коли Ольга вийшла з військом у похід на древлян, проти якого стало велике військо древлянське. Місто Іскоростень, мешканці якого вбили Ігоря, тримало облогу протягом року, після чого Ольга запросила з кожного двору по троє голубів й по троє горобців у вигляді данини. До отриманих птахів було прив'язано трут, який підпалювали та відпускали — голуби летіли до своїх голубників, горобці — під стріхи. У такий спосіб було спалено Іскоростень.

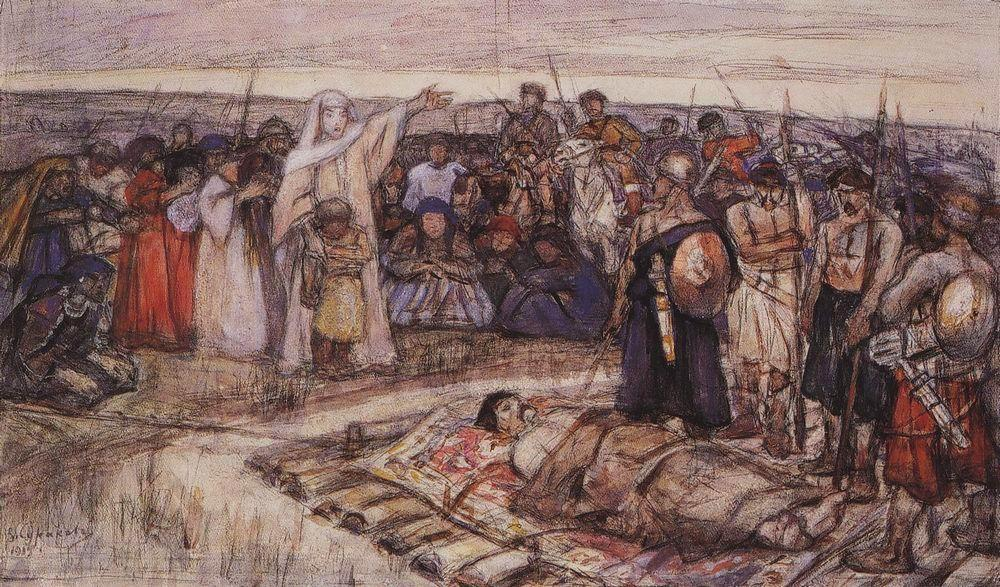
«Княгиня Ольга зустрічає тіло князя Ігоря». Ескіз, Василь Суріков, 1915
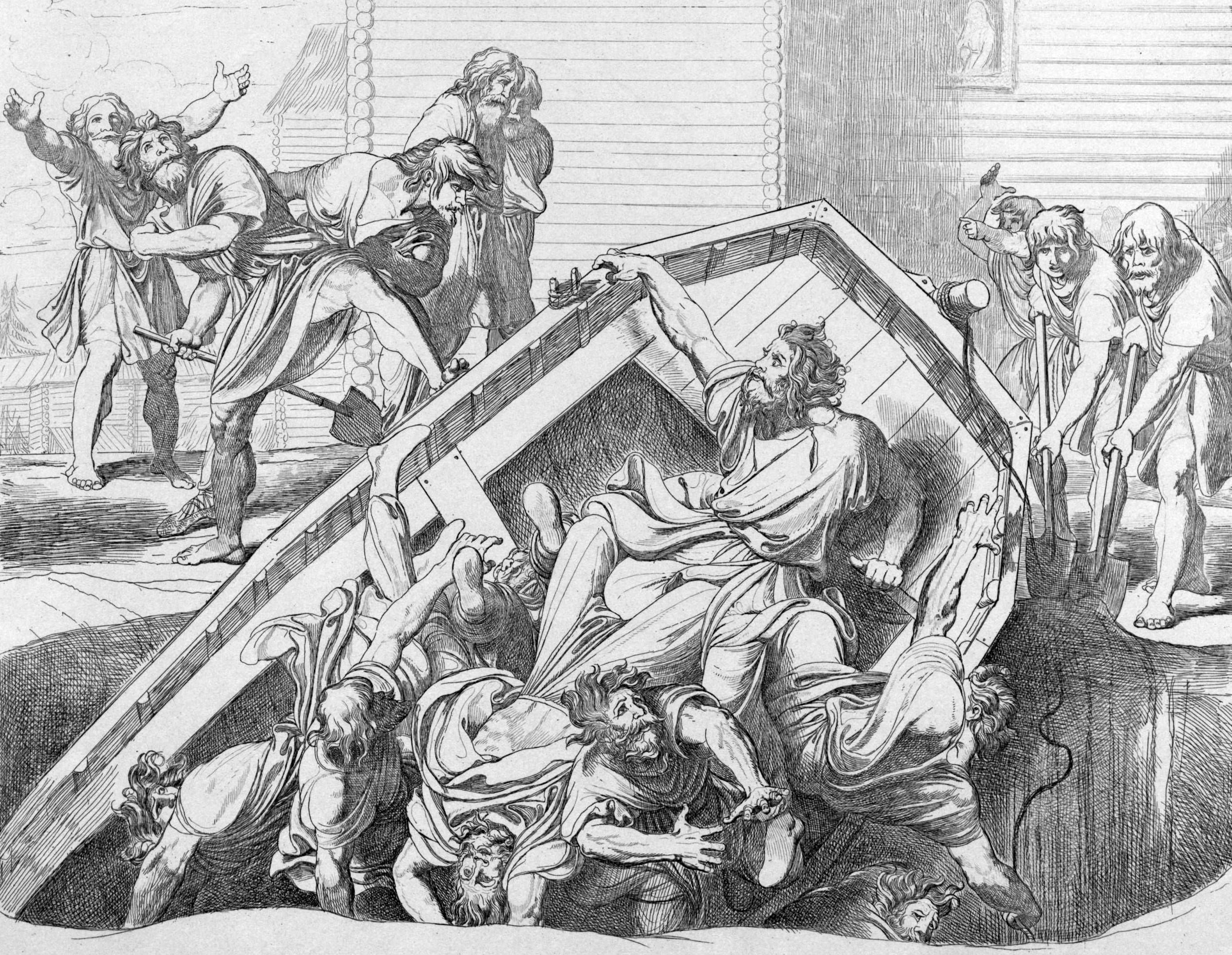
«Помста Ольги проти ідолів древлянських». Гравюра, Федір Бруні, 1839
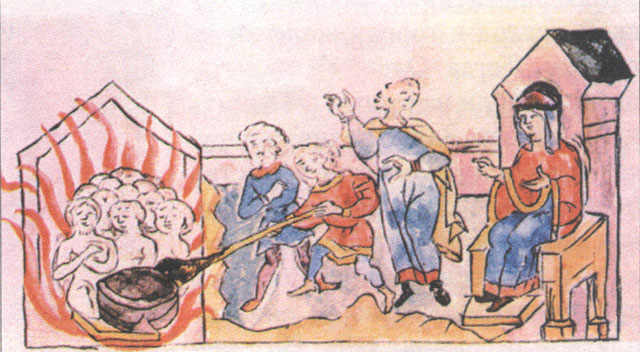
Друга помста Ольги древлянам. Мініатюра з Радзивілівського літопису
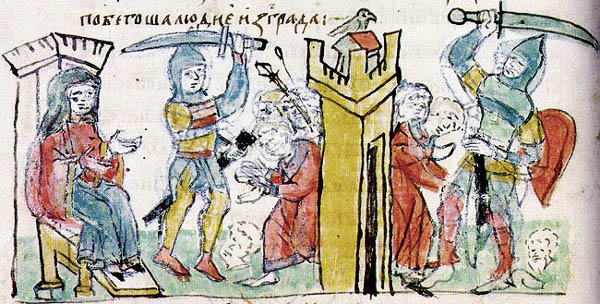
Четверта помста Ольги древлянам. Мініатюра з Радзивілівського літопису

Легенда про Костянтина
Існує цікава легенда, яка прославляє гострий розум княгині Ольги. Коли вона приїхала в Царгород (Константинополь), то її довго, близько пів року, не допускали до зустрічі з імператором (за церемоніалом того часу). Нарешті після зустрічі з Ольгою імператор Костянтин помітив її красу і вирішив узяти з нею шлюб. Ольга була проти цього, але відкрито не виступила, поставивши умову, що перед одруженням вона має охреститись, і хрещеним батьком має бути сам імператор Костянтин. Після хрещення він знову почав розмову про шлюб, але у відповідь почув: «Чи може донька одружуватись з батьком?». Зрозумівши, що його перехитрили, Костянтин відпустив Ольгу додому, багато обдарувавши. Ця красива легенда дуже сумнівна. Тим більш, що коли посли імператора прибули у Київ, то їх теж протримали на річці Почайні з пів року, перш ніж допустити до княгині Ольги.
Хрещення
Дослідники наявних джерел (давньоруських, візантійських та німецьких) розходяться у трактуванні місця та дати хрещення княгині Ольги. Якщо всі давньоруські джерела одноголосно називають місцем хрещення Константинополь, то Є. Голубинський припускає Київ, після поїздки до Константинополя (посилання на «Пам'ять і похвалу Володимиру»). Версію про київське хрещення підтримує французький історик Ж. П. Аріньйон. Розбіжності існують і в даті проведення обряду.
Д. Гордієнко у роботі «Візантійсько-руські відносини за Константина VII Порфирогенета в зовнішній політиці Візантії (в 912—959 роках)» вперше в історіографії намагається встановити точну дату хрещення княгині Ольги — ніч з 17 на 18 жовтня 957 році у Константинополі, результатом чого стала активізація Києва у південно-східному напрямку з метою підкорення східнослов'янських територій Києвом та налагодження контактів з Германією Оттона I.

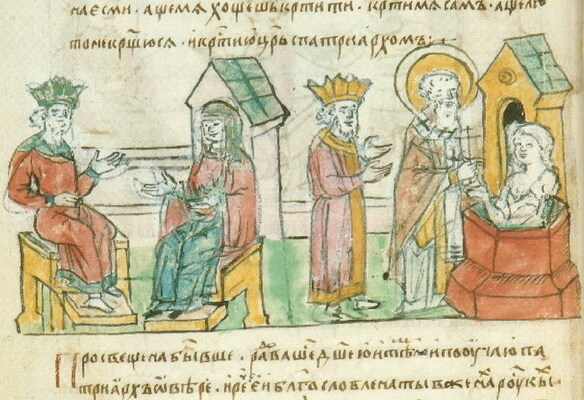
Хрещення в Царграді. Мініатюра з Радзивілівського літопису

Місії Оттона
Після відвідання Константинополя у 957 році за свідченнями західноєвропейських джерел (Гільдесгаймські аннали) 959 року Ольга відправила посольство до німецького короля Оттона I, з запрошенням на Русь єпископа і священників, на що король погодився і надіслав єпископа Адальберта. З перебуванням місії Оттона у Києві пов'язують ротонду Х століття, рештки якої виявлені археологами в межах так званого «города Кия». Посольство 962 року зазнало невдачі. У цій події дослідники вбачають як коливання між Римом і Константинополем у виборі віри, так і далекоглядну політику тиску на Константинополь, яку перед тим проводили Моравія і Болгарія, щоб домогтися найвигіднішого входження до церковної організації східної церкви.
Втрата влади
Як повідомляє «Продовження хроніки Реґінона», Ольга втратила владу у 962 році, хоча саме джерело відкрито про це не заявляє. У «Продовженні хроніки» в статтях за 959—962 сказано:

959. Посли Єлени, королеви Ругів, що охрестилася в Константинополя за Романа, імператора константинопольського, нещиро, як потім виявилось, прибувши до короля, просили, щоб поставити тому народу єпископа і священиків.
960. Року від втілення Господа 960 року король святкував Різдво у Франкфурті, де всечесний єпископ Адальдаг посвятив Лібуція, з монастиря св. Альбана, єпископа для народа ругів.
961. Лібуцій, затриманий минулого року через деякі перешкоди в дорозі, помер 15 дня мартових календ (15II) цього року. На його місце ординовано для закордонної місії Адальберта, з монастиря св. Максиміліана, підступом і заходом архієпископа Вільгельма, хоч той мав добру віру до нього і ні в чому перед ним не завинив. Побожніший король, з звичайною ласкою, спорядив його щедро всім, чого той вимагав, і з повагою вирядив його до народу ругів
962. Того ж року Адальберт, посвячений на єпископа для ругів повернувся, не зробивши нічого з того, задля чого його послано, бо побачив, що даремно трудився; деяких, що були з ним, вбито, і сам він з великими труднощами ледве спасся; коли ж прибув до короля, ласкаво його було прийнято, і богоулюблений архієпископ Вільгельм як брата приймав його й усяким добром і вигодами наділяв, щоб нагородити за таку важку дорогу, що він йому вигадав.
У 961/962 році Ольжина спроба християнізувати Русь зірвалася. Очевидно, це і було причиною її відходу від державних справ.
Юрій Диба вважає, що втрата Ольгою влади пов'язана зі сходженням на престол її сина Святослава. У грудні 961 року молодий 23–25-річний Святослав Ігоревич, який, до того ж, був ревним язичником, усвідомив, що мати узурпувала владу. Скориставшись підтримкою язичницької знаті, серед якої головні ролі відігравали древні слов'янські і варязькі роди на чолі зі Свенельдом, князь прогнав місіонерів і усунув матір від влади. З цим можна пов'язати початок його військової діяльності 963—965 років.

## Двори Ольги

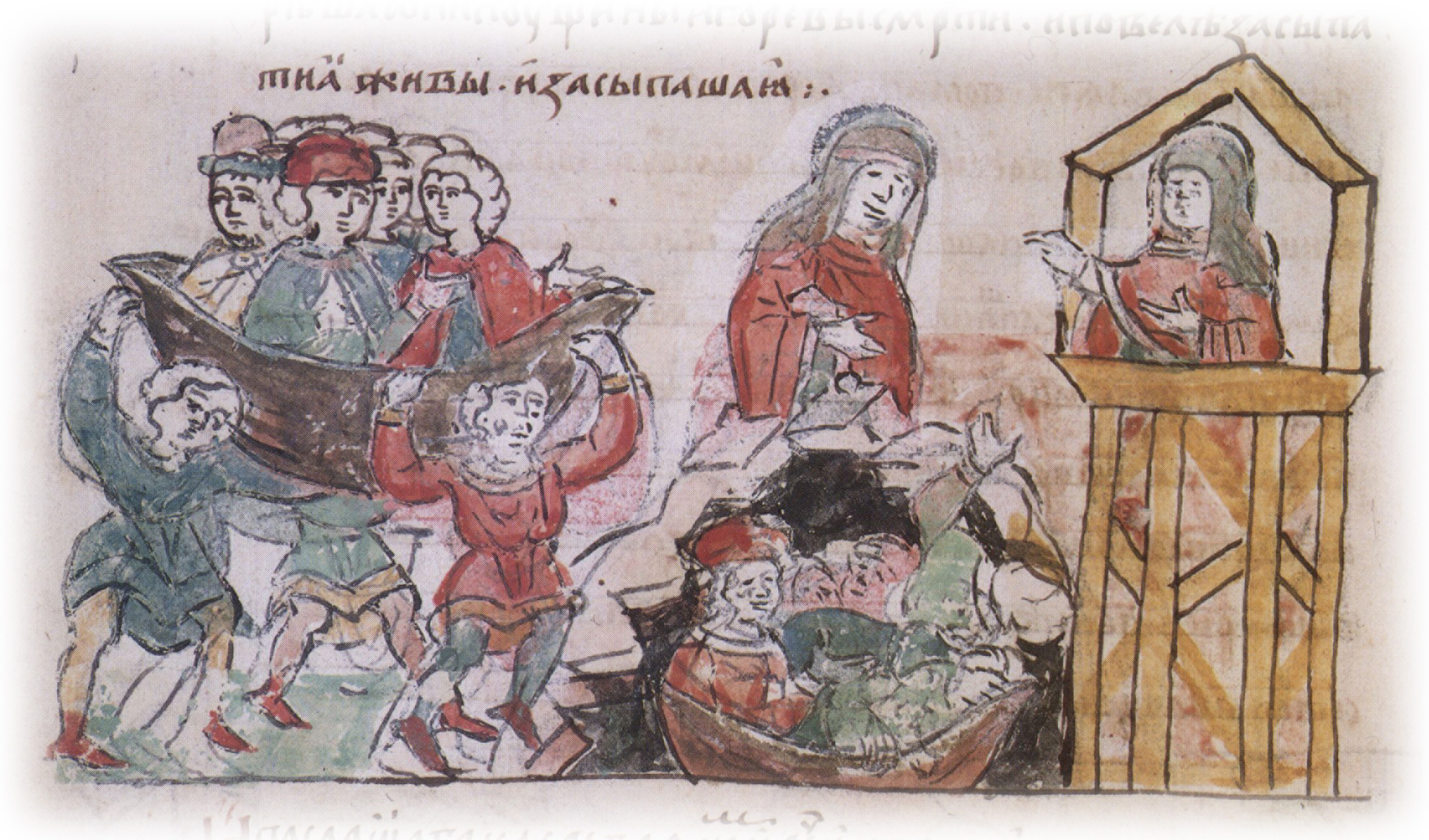
Ольга споглядає зі свого терема, як древлянських послів кидають у яму (мініатюра Радзивіллівського літопису).

Перша письмова згадка про князівські двори в Києві припадає на 945 рік. Описуючи події пов'язані з помстою княгині Ольги древлянам, літописець у Повісті временних літ, дає опис тодішнього Києва і двох княжих дворів в ньому — двора «у городі» (д.-рус. в городѣ) і двора «поза городом» (внѣ города) та, можливо, ще третього двору («теремного»). Згідно з цим описом, «город» (тобто простір обмежений валами та ровами) займав відносно невелику площу — у часи літописця (кінець XI— початок XII століть) її займали лише чотири боярських двора, на місці двох з них знаходився у 945 князівський двір «у городі». Двір «поза городом» (за межами валів) — «за святою Богородицею, де нині двір деместіков». Частина дослідників (М. І. Петров, В. Богусевич, С. І. Климовський) бачить у літописному повідомленні також ще третій двір — «двір теремний, бо бе терем камен». Інші дослідники (М. К. Каргер, Л. Є. Махновець) сприймали ці слова, як продовження опису другого двору. Таким чином за думкою одних дослідників другий (і останній) двір був теремним, мав кам'яний терем та розташовувався «за святою Богородицею, де нині двір деместіков», а за думкою інших — окрім другого двору «за святою Богородицею», був ще теремний двір з кам'яним теремом, який знаходився у невідомому місці, позаяк літописець не дає ніяких орієнтирів щодо цього, гіпотетичного, третього двору. З літописного тексту також випливає, що оскільки другий (або третій) двір був кам'яним, то відповідно перший (або перший і другий), був (були) дерев'яним (дерев'яними).

## Вшанування пам'яті

### У топонімії
- У Києві є Ольгинська вулиця.
- Вулиця Княгині Ольги у Броварах
- Вулиця Княгині Ольги у Вовчанську
- Вулиця Княгині Ольги у Володимирі
- Вулиця Княгині Ольги у Дніпрі
- Вулиця Княгині Ольги у Калуші
- Вулиця Княгині Ольги у Ковелі
- Вулиця Княгині Ольги у Кривому Розі
- Вулиця Княгині Ольги у Львові
- Вулиця Княгині Ольги у Нововолинську
- Вулиця Княгині Ольги у Рівному
- Вулиця Княгині Ольги у Стрию
- Вулиця Княгині Ольги у Пустомитах
- Вулиця Княгині Ольги у Зимній Воді
- Вулиця Княгині Ольги у Тячеві
- Вулиця Княгині Ольги у Червонограді
- Вулиця Княгині Ольги в Шепетівці
- Вулиця Святої Ольги у місті Клівленд (США)
- Вулиця Святої Ольги у місті Гамільтон (Канада)

### Храми освячені на честь святої княгині Ольги
- Свято-Ольгинський собор у місті Київ
- Церква святої блаженної княгині Ольги у місті Біла Церква (будується громадою УГКЦ)
- Церква святих Володимира і Ольги у місті Львів.
- Церква Святих Ольги і Єлизавети у місті Львів.
- Церква святих Володимира і Ольги у місті Івано-Франківськ.
- Церква святого Володимира і Ольги у місті Стрий.
- Церква Святих Володимира і Ольги у місті Ходорів.
- Собор святих Володимира і Ольги у місті Чикаго.
- Собор святих Володимира і Ольги у місті Вінніпег.
- Церква святих Володимира і Ольги у місті Віндзор.

### У скульптурі
Пам'ятники княгині Ользі встановлені у Києві, Коростені та Пскові.
Монумент «Тисячолі́ття Росії» було споруджено 1862 року у Великому Новгороді, розташований в новгородському дитинці, навпроти Софійського собору. Автори — скульптори Михайло Микешин, Іван Шредер і архітектор Віктор Гартман. Фігура княгині Ольги входить до групи «Просвітителі», разом із 31 іншими фігурами.
Київський пам'ятник — композиція з трьох мармурових скульптур на гранітному постаменті — княгиня Ольга, святий апостол Андрій Первозваний та просвітителі Кирило і Мефодій — розташований на Михайлівській площі поруч із Михайлівським Золотоверхим собором. Пам'ятник роботи скульпторів Івана Кавалерідзе, Петра Сниткіна та архітектора Валеріяна Рикова було освячено та відкрито 4 (17) вересня 1911 року. Пам'ятник зазнав вандалізму у 1919 році, а до 1935-го був остаточно демонтований. Відновлення сталося у 1996 році (автори реконструкції — скульптори Віталій Сівко, Микола Білик та Віталій Шишов).
У Пскові — два пам'ятники Ользі, відкриті у 2003 році у дні святкування 1100-річчя першої згадки міста в літописі. Один — роботи Зураба Церетелі, інший — В'ячеслава Кликова.
До дня пам'яті святої рівноапостольної княгині Ольги 24 липня 2008 року було відкрито пам'ятник у місті Коростень, у східній частині міста на правому березі річки Уж (район Ольжиних купалень). Автором мідної скульптури княгині, яка лівою рукою тримає лілію, є скульптор Ігор Зарічний.
Пам'ятник Княгині Ользі роботи скульптора Петра Капшученка встановлено у місті Саут-Баунд-Брук (США).

## Світлини

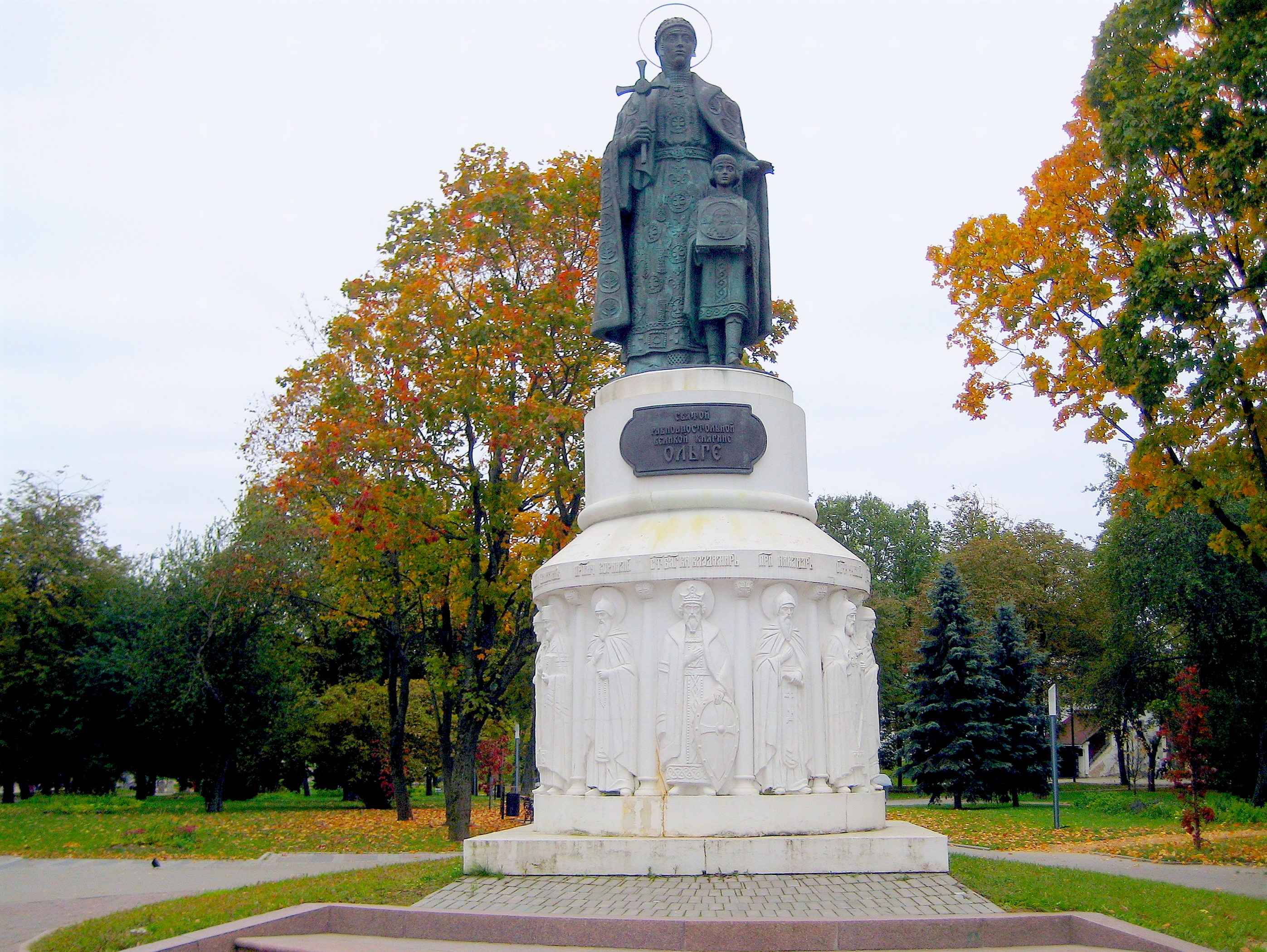
Пам'ятник княгині Ользі у Пскові (Росія)
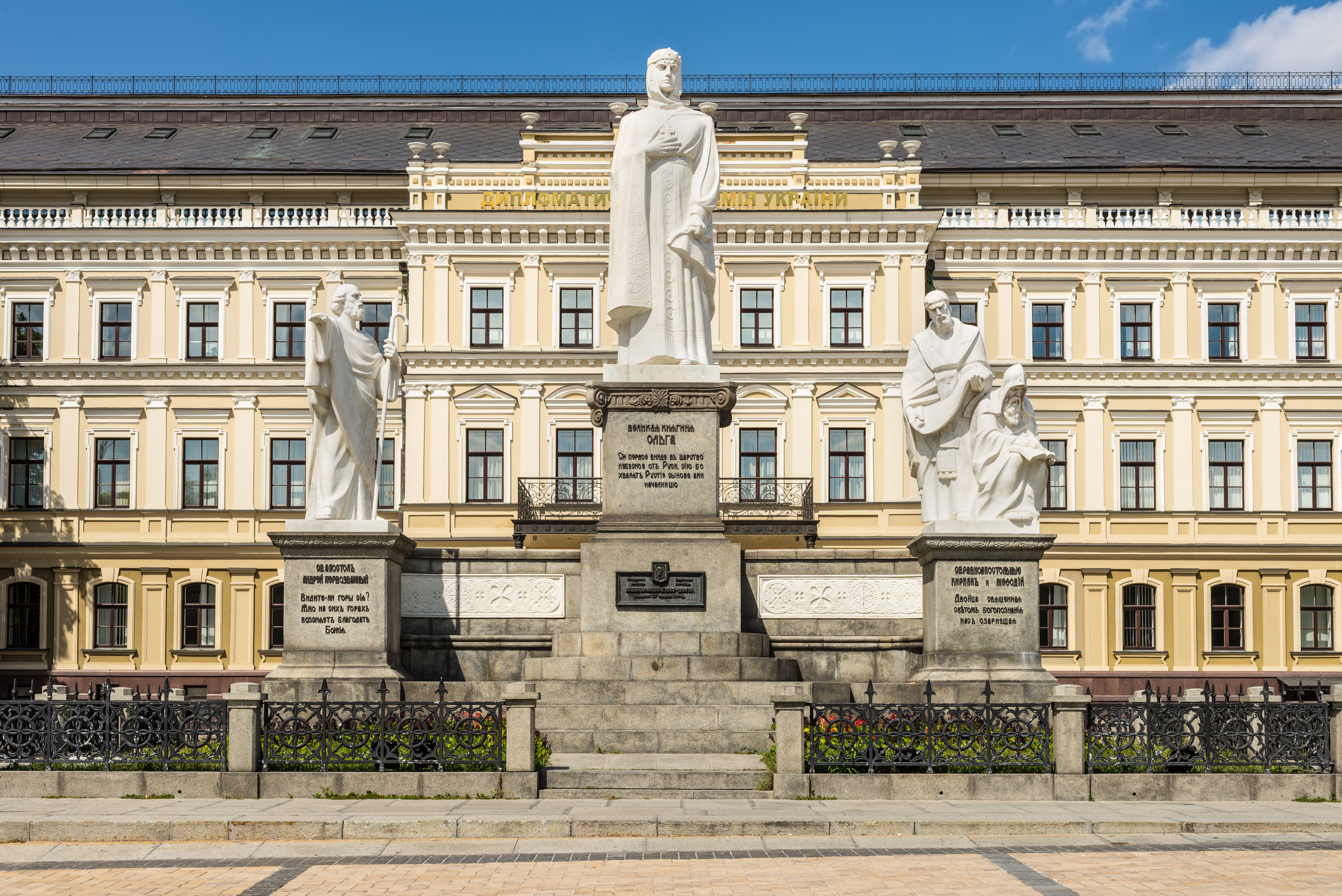
Пам'ятник княгині Ользі, Св. Апостолу Андрію Первозваному та рівноапостольним Кирилу і Мефодію в Києві (1911, поновлення - 1996)
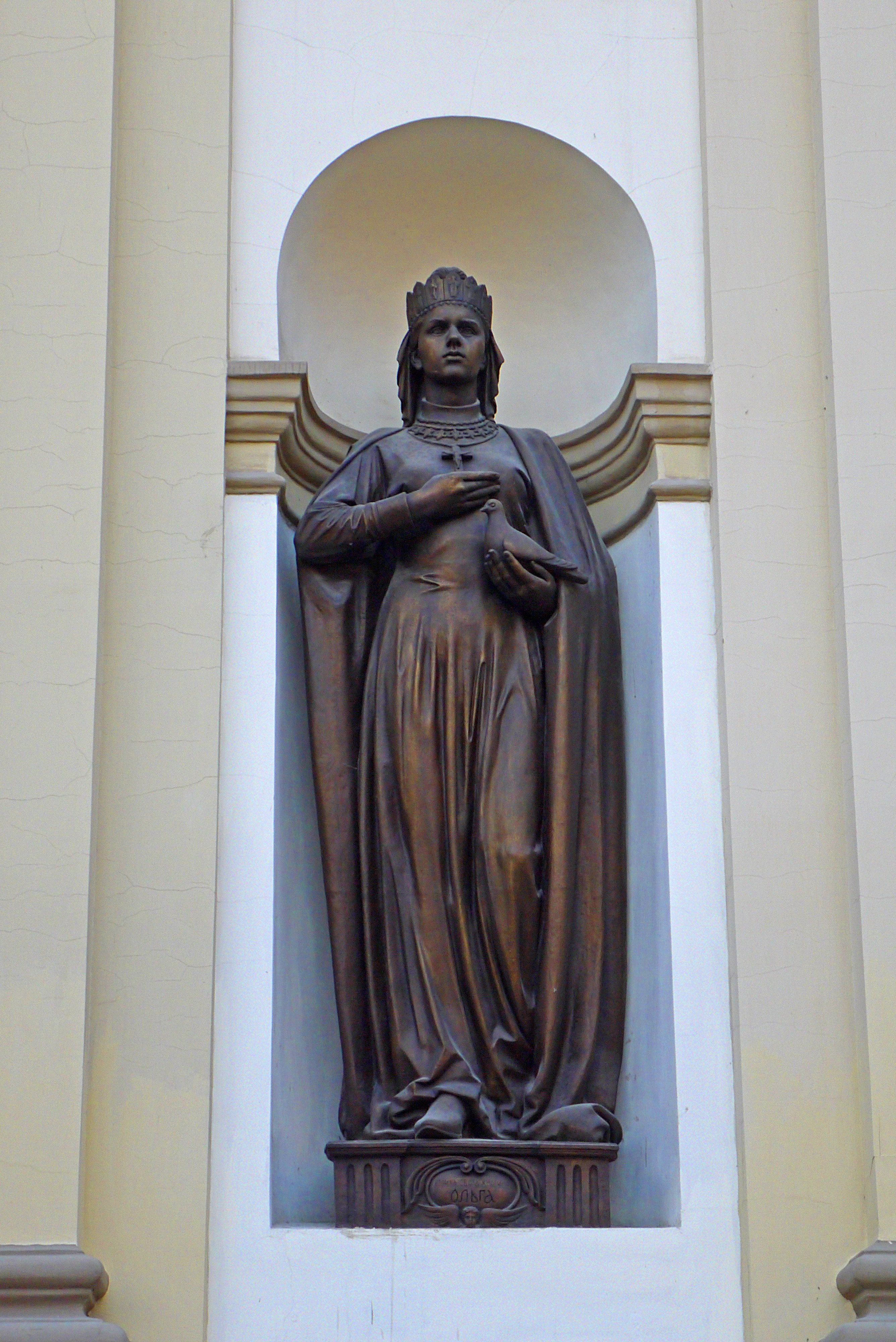
Скульптура Княгині Ольги в Івану-Франківську. Собор Святого Воскресіння
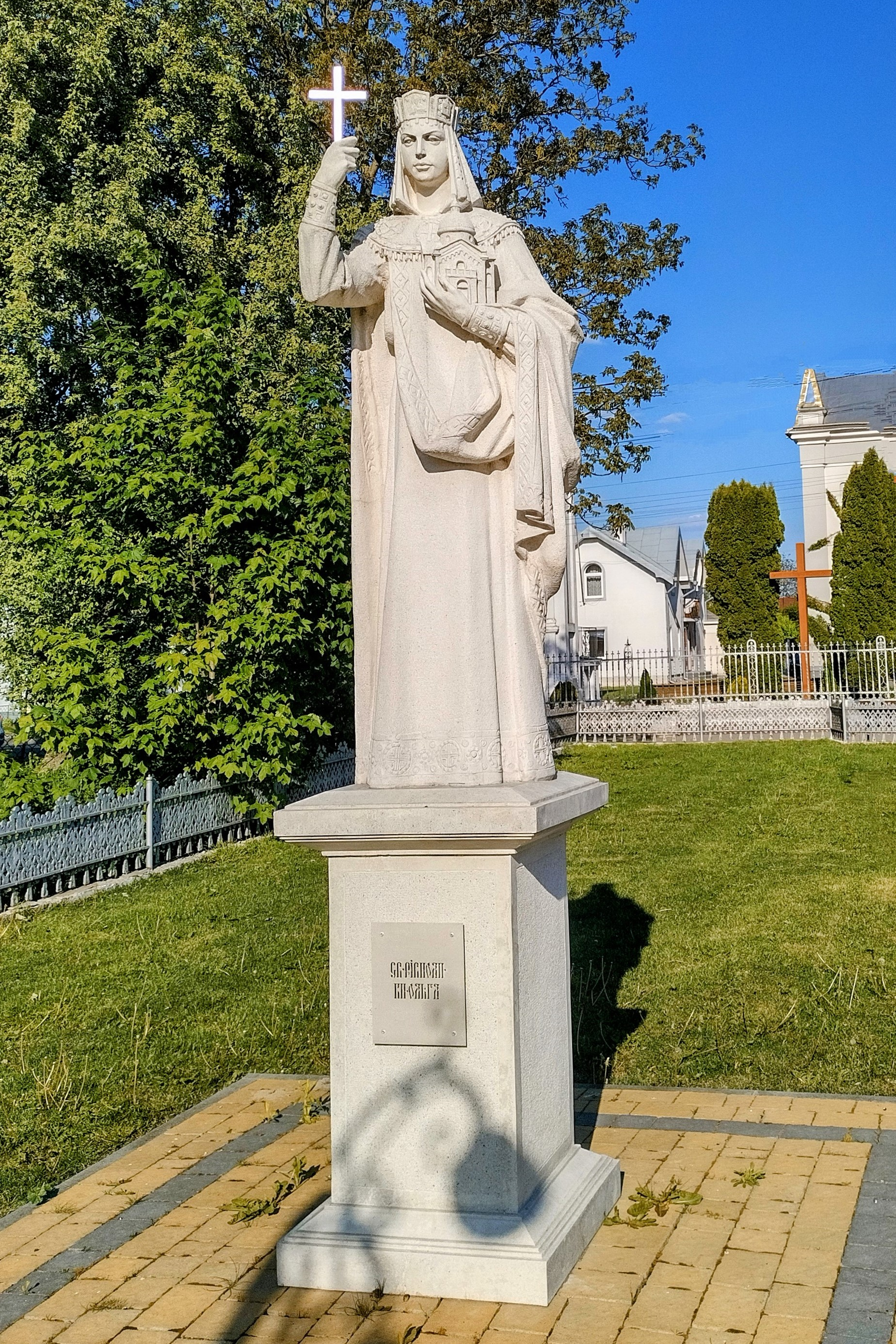
Скульптура Княгині Ольги в Кам'янці-Бузькій в сквері перед Церквою Різдва Пресвятої Богородиці
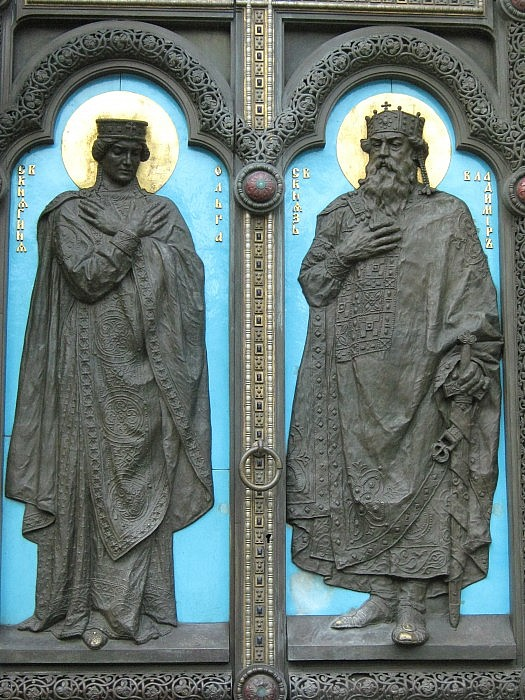
Ворота Володимирського Собору в Києві, на лівій стороні зображена княгиня Ольга

### У фалеристиці
1997 року встановлена відзнака Президента України «Орден княгині Ольги», з 2000 року державна нагорода України  — орден княгині Ольги. У Священного Синоду Російської Православної Церкви існує «Орден святої рівноапостольної великої княгині Ольги». У царській Росії була установлена Відзнака Святої Рівноапостольної Княгині Ольги.

### У нумізматиці
У серії ювілейних та пам'ятних монет «Княжа Україна» Національним банком України 19 січня 2000 року було введено в обіг пам'ятну срібну монету «Ольга» номіналом 10 гривень.
На аверсі монети в обрамленні давньоруського орнаменту саркофагу княгині Ольги з Десятинної церкви зображено малий Державний герб України, на реверсі — на тлі літописної сцени прийому Ольги візантійським імператором Костянтином VII Багрянородним зображено урочистий портрет княгині. Авторська група, яка працювала над монетою — художники Віталій Козаченко, Таран Володимир, Олександр та Сергій Харуки, скульптори Володимир Атаманчук та Володимир Дем'яненко.

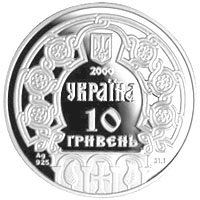
Срібна монета «Ольга» (аверс)
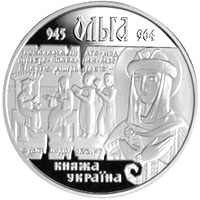
Срібна монета «Ольга» (реверс)

|                                                           |  |  |
| Срібна монета "1075 років з часу правління княгині Ольги" |  |  |

У 2020 році Національний банк України випустив срібну монету 1075 років з часу правління княгині Ольги номіналом 20 гривень.

### У кінематографі
- 1983 — «Легенда про княгиню Ольгу» (СРСР). Реж. Юрій Іллєнко, у ролі Ольги — Людмила Єфименко — стрічка існувала довгий час суто у російському озвученні (створення україномовної версії фільму було заборонено). Український дубляж стрічки зробили лише у 2015 році[42]
- 2005 — «Сага давніх булгар. Лествіца Володимира Красного Сонечка» (Росія). Реж. Булат Мансуров, у ролі Ольги — Еліна Бистрицька, Татяна Борисова (Ольга у молодості)[43]

### У літературі
- 1886 — оповідання «Криваве весілля в Києві» («Die Bluthochzeit in Kiew»), автор Леопольд фон Захер-Мазох (мова твору — німецька)
- 1911 — вірш «Ольга», автор Микола Гумільов (мова твору — російська)
- 1940 — вірш «Княгиня Ольга» в збірці «Княжа доба», автор Олександр Олесь (мова твору — українська)
- 1986 — книга «По слідам Добрині», автор Анатолій Членов (мова твору — російська)
- 2005 — Регентка. Драматизована поема // Магма (книга), 2005. — С. 91—115. автор Ігор Павлюк (мова твору — українська)
- 2015 — оповідання «Гребінь княгині», автор Петро Гайворонський (мова твору — українська)
- 2006—2016 — серія «Відьма» (п'ять книг), автор Симона Вілар (мова твору — російська)
- 2008—2009 — серія «Светорада» (трилогія), автор Симона Вілар (мова твору — російська)

### У театрі
- 1981 — балет «Ольга», музика Євгена Станковича. Постановка у Київському театрі опери та балету з 1981 по 1988 рік. 2010 року поставлений у Дніпропетровському академічному театрі опери та балету[44].
- 2005 — Ігор Павлюк. Радіодрама «Регентка» (про княгиню Ольгу).
- 2023 — відбулася прем'єра мюзиклу «Княгиня Ольга» в Одеському АТМК ім. М. Водяного[45]

### Феміністичне мистецтво
- Княгиня Ольга вшанована на Поверсі спадщини Джуді Чикаго.

## Канонізація
Після смерті Ольги, онук княгині — святий рівноапостольний Володимир, переніс її мощі в знамениту Десятинну церкву Успіння Пресвятої Богородиці, перший кам'яний храм Давньоруської держави. Тоді ж, в період правління святого рівноапостольного князя Володимира, ще до офіційної канонізації, Ольгу стали вшановувати як святу. Свята Рівноапостольна княгиня Ольга була канонізована у лику рівноапостольної в 1547 році з визначенням дня пам'яті 11 липня (за григоріанським/новоюліанським календарем). Її пам'ять вшановується і православною, і католицькою церквами.

### Іконографія
Іконографія великої княгині Ольги — традиційна для всіх рівноапостольних святих. Рівноапостольну Ольгу традиційно зображають на іконах стоячи. У правій руці зображують хрест, символ проповіді Христової, яку вели всі рівноапостольні святі. У лівій руці — символічне зображення храму.
Ще один традиційний образ святої Ольги — разом з рівноапостольним князем Володимиром Великим.

#### Світлини

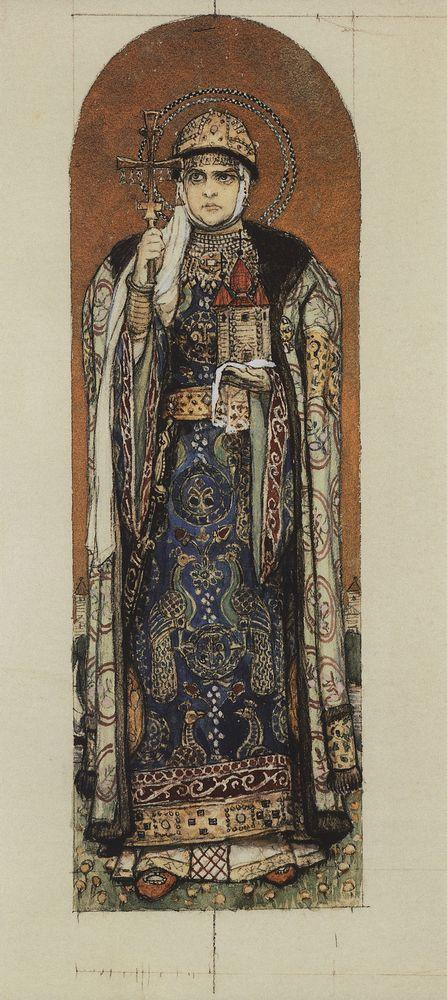
Княгиня Ольга, Васнєцов
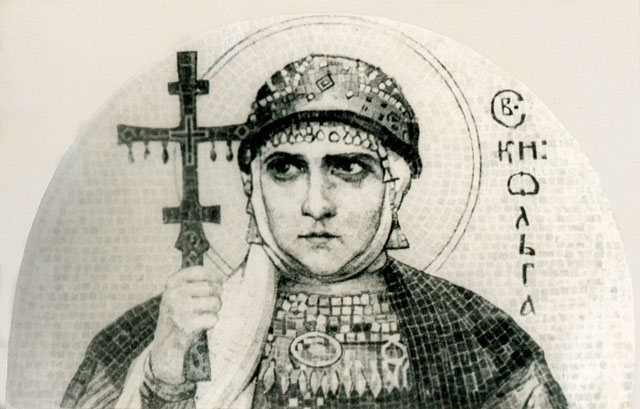
«Свята Ольга». Ескіз до мозаїки, Микола Реріх, 1915
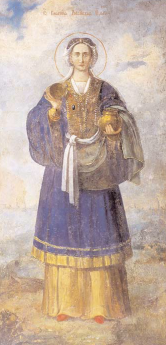
Ікона святої Ольги
Мурал «Свята Ольга» на вулиці Нахімова в Києві. 2020-ті рр.

## Документальні фільми
- Світанок перед сонцем // ЗДТРК. Лариса Мала. Сергій Пєтков. Віра Митник
- Свята рівноапостольна княгиня Ольга // ЗДТРК. Лариса Мала. Сергій Пєтков. Віра Митник.
- Таємна історія Княгині Ольги / Русь, або ж Київська Русь / Історія України